# Дискретна случајна променљива
Дискретна случајна променљива је случајна променљива која узима вредности из пребројивог скупа исхода које се пресликавају у пребројив у скуп вероватноћа.
За разлику од дискретне, постоји непрекидна случајна променљива дефинисана на непребројивом скупу исхода која га пресликава у функцију дефинисану на неком бесконачном домену (обично на скупу реалних бројева). Случајна променљива може бити и комбинација дискретне и непрекидне случајне променљиве.
Непрекидна случајна променљива се у дискретну случајну променљиву може превести преко делта функције или множењем са било ком дискретном функцијом, док се дискретна функција у непрекидну може превести множењем са било ком скоковитом или дискретном функцијом.